# Bella sempre
Bella sempre (Belle toujours) è un film del 2006 diretto da Manoel de Oliveira e interpretato da Bulle Ogier e Michel Piccoli.
Si tratta di un sequel di Bella di giorno di Luis Buñuel, ambientato 38 anni dopo. Rappresenta un omaggio al film culto interpretato all'epoca da Catherine Deneuve, la quale, però, ha rifiutato questa volta la parte di Séverine, accettata invece da Bulle Ogier. Il film è stato presentato alla 63ª Mostra del cinema di Venezia il 6 settembre 2006.
In Italia è stato distribuito dalla Mikado Film con un titolo che non restituisce il gioco di parole Belle de jour / Belle toujours che lega il film di de Oliveira a quello di Buñuel.

## Trama
Dopo trentotto anni, i protagonisti di una vecchia storia si ritrovano. Henri Husson cerca di contattare Séverine, dicendole che ha un segreto da svelarle: lei, all'inizio, cerca di evitarlo per poi, alla fine, accettare un invito a cena che si rivelerà un gioco al massacro.

## Produzione

### Cast
Ricardo Trêpa, nei panni del barman, è il nipote del regista del film (figlio di Adelaide Maria Brandão Carvalhais de Oliveira, figlia del regista).